# 시애틀스 베스트 커피
시애틀스 베스트 커피(영어: Seattle's Best Coffee)는 1968년에 미국 워싱턴주 위드비아일랜드에서 개업한 시애틀계 커피를 전문으로 하는 커피 숍이다.

## 개요
1971년에 시애틀 시내에 커피의 소매 점포를 개점하여 시애틀의 커피 붐의 발전에 중요한 역할을 했다. 2003년, 스타벅스로 인수되었다.